# Kevin Olimpa
Kévin Jacques Olimpa (Paris, 10 de março de 1988) é um futebolista profissional martinicano que atua como goleiro. Atualmente, defende o Sant Julià de Andorra.

## Carreira
Olimpa iniciou a carreira no Bordeaux. A estreia como profissional foi em 2008, quando substituiu o lesionado Mathieu Valverde na vitória por 2 a 0 contra o Auxerre.
Jogou ainda por empréstimo no Angers, que disputava a segunda divisão, em 2009-10, antes de voltar ao Bordeaux, pelo qual disputou apenas outras 5 partidas entre 2010 e 2014, alternando-se entre reserva imediato de Cédric Carrasso e terceiro goleiro dos Girondins.
Teve ainda uma passagem de 2 temporadas no Platanias, onde jogou 35 vezes. Desde que saiu do clube grego, em 2016, ficou mais de 2 anos desempregado.
Em janeiro de 2019, o goleiro assinou com o Sant Julià, clube da Primeira Divisão de Andorra.

## Seleção
Com 6 partidas pela equipe Sub-21 da França (todas em 2009), o goleiro optou em jogar pela Seleção Martinicana (que, apesar de não ser membro da FIFA, integra os quadros da CONCACAF), pela qual jogou 2 Copas Ouro, em 2013 e 2017 - nesta edição, foi um dos 3 atletas que não tinham clube durante o torneio - os outros 2 foram os atacantes Johan Audel e Yoann Arquin.